# Solec Kujawski (stacja kolejowa)
Solec Kujawski – stacja kolejowa położona w Solcu Kujawskim, w województwie kujawsko-pomorskim, w Polsce. Mieści się przy ulicy Dworcowej. Zatrzymują się tu wszystkie pociągi Regio, TLK i Intercity.

## Modernizacja
We wrześniu 2013 w miejsce dotychczasowego przejazdu kolejowo-drogowego w zachodniej części stacji oddano do użytku wiadukt kolejowy nad drogą wojewódzką nr 249, natomiast 16 czerwca 2016 oddano do użytku nowy budynek dworca.

## Linie kolejowe
Stacja znajduje się na 138,699 kilometrze dwutorowej, zelektryfikowanej linii kolejowej nr 18 Kutno – Piła Główna.

## Ruch pasażerski
| Rok  | Wymiana pasażerska na dobę |
| ---- | -------------------------- |
| 2017 | 700-999                    |
| 2022 | 1 700                      |

## Infrastruktura
Na stacji znajdują się 2 perony:
- Nr 1 – jednokrawędziowy peron o długości 360 m i wysokości 550 mm nad główką szyny,
- Nr 2 – dwukrawędziowy peron o długości 280 m i wysokości 760 mm nad główką szyny.

Oba perony wyposażone są w ławki i urządzenia nagłaśniające. Na peron drugi można dojść przejściem podziemnym.